# Gestrandet (2016)
Gestrandet ist ein Dokumentarfilm der deutschen Filmregisseurin und Drehbuchautorin Lisei Caspers. Der unter anderem von der Nordmedia und der FFA geförderte Film erlebte am 20. Januar 2016 im Wettbewerb des Filmfestivals Max Ophüls Preis in Saarbrücken seine Premiere. Deutscher Kinostart war am 7. April 2016.

## Inhalt
Der Film begleitet über einen Zeitraum von 19 Monaten fünf Flüchtlinge aus Eritrea, die Ende 2013 in der kleinen ostfriesischen Ortschaft Strackholt im Landkreis Aurich einquartiert werden. In dem landwirtschaftlich geprägten, weitgehend homogenen Dorf fallen die Männer aufgrund ihrer Hautfarbe auf. Dennoch begegnen die Einwohner den Flüchtlingen mit Offenheit und Herzlichkeit. Vor allem der pensionierte Lehrer Helmut Wendt und die Journalistin Christiane Norda versuchen, den Afrikanern zu helfen.
Helmut macht Aman, Osman, Ali, Hassan und Mohammed nicht nur mit der deutschen Sprache vertraut, sondern erklärt ihnen auch die Kraftfutterproduktion oder  den Kondomautomaten im Ort. Christiane begleitet die Männer unter anderem bei Ämtergängen und unterstützt sie bei der Korrespondenz  mit den Behörden, die über ihren Asylantrag zu entscheiden haben.  Anfangs nehmen die Eritreer die Hilfsangebote mit Elan an und versuchen vorbildlich, sich zu integrieren. Sie lassen sich das Boßeln, eine für sie gänzlich unbekannte Sportart, erklären, beteiligen sich am traditionellen Ossiloop und verfolgen gemeinsam mit den Strackholtern Spiele der deutschen Nationalmannschaft während der Fußball-WM in Brasilien. Von der Gemeinde vermittelte Ein-Euro-Jobs begreifen sie als Gelegenheit, der Isolation in ihrem etwas abseits gelegenen Backsteinhaus entkommen zu können.
Das Alltagsleben der Afrikaner in Strackholt wird im Film von Erinnerungen an ihre Flucht unterbrochen. Die fünf Männer gelangten über den Sudan und Libyen, nach gefährlicher Überquerung der Sahara und des Mittelmeeres, nach Norddeutschland. Ali und Mohammed wurden in Libyen monatelang in einem Gefängnis festgehalten, bevor sie fliehen konnten. Aman, der als Einziger der Gruppe passabel Englisch spricht, musste mitansehen, dass mehrere Gefährten die Durchquerung der Wüste auf völlig überfüllten Land Cruisern nicht überlebten. Der gehörlose Osman verlor durch Verfolgung und Flucht zwei Brüder und seinen Vater.
Alle Männer bangen um ihre Angehörigen in der Heimat und verzweifeln zunehmend daran,  sie finanziell nicht unterstützen zu können. Die lange Wartezeit bis zur Behandlung ihres Asylantrages zermürbt die Flüchtlinge, deren anfänglicher Enthusiasmus sich immer mehr in Depression verkehrt. Teilweise verweigern sie weitere gemeinsame Unternehmungen mit den Dorfbewohnern und verschanzen sich in ihrer Unterkunft. Unter dieser Entwicklung haben auch die ehrenamtlichen Helfer zu leiden, obwohl sie das Verhalten der Asylbewerber größtenteils nachvollziehen können.
Am  Ende des Films wird allen fünf Männern Bleiberecht gewährt, was die Situation entspannt. Osman, der in Strackholt mehrere Freunde gefunden hat, bleibt im Dorf; seine vier Landsleute versuchen anderenorts, einen Job zu finden.

## Hintergrund

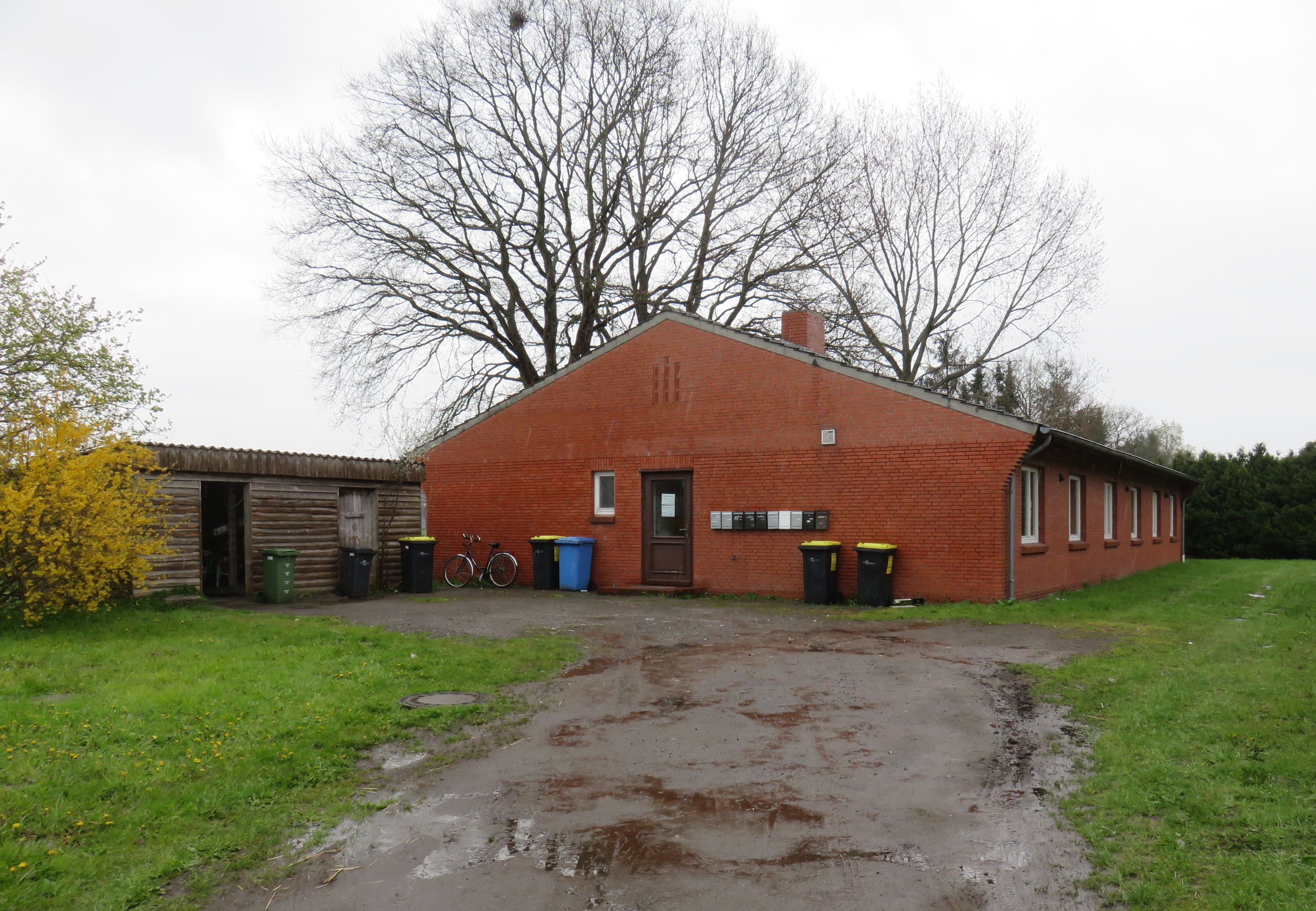
Das sogenannte Mariechen-Heim in Strackholt, Unterkunft der fünf eritreischen Flüchtlinge

Die Filmregisseurin Lisei Caspers wurde Weihnachten 2013 auf die Flüchtlinge aufmerksam, als sie in der Strackholter Kirche die Christmette besuchte und der Pastor die Ankunft der Eritreer im Ort thematisierte. Es entstand nach ersten Besuchen bei den Asylbewerbern die Idee, einen Film über sie zu drehen, wobei die Erfahrung, nicht Teil einer Gemeinschaft zu sein, im Mittelpunkt stehen sollte. Lisei Caspers war durch einen zweijährigen Palästina-Aufenthalt für diese Problematik sensibilisiert worden.
Im Laufe der Dreharbeiten wich Caspers jedoch von ihrem Plan ab: „Ursprünglich sollte es in meinem Film […] um das Thema Heimat gehen. Was bedeutet mir meine ostfriesische Heimat? Und was bedeutet Heimat für die Neuankömmlinge? […] Während des Prozesses habe ich dann aber erkannt, dass die Kraft des Films nicht in der Auseinandersetzung zwischen Ostfriesland und Afrika liegt. Viel wichtiger war, die Flüchtlinge zu begleiten und das Zusammenspiel von ehrenamtlichen deutschen Helfern und den Eritreern zu beleuchten.“

## Kritiken
Der Dokumentarfilm wurde in vielen deutschsprachigen Medien rezipiert und erhielt gute bis sehr gute Kritiken. Eine Auswahl:

„‚Gestrandet‘ von Lisei Caspers [ist] eine wunderbare Fallstudie über fünf Eritreer in einem ostfriesischen Dorf. Der Regisseurin ist ein vielfältiges, facettenreiches und sehr sehenswertes Filmportrait gelungen. ‚Gestrandet‘ ist eindringlich und menschlich, ein Blick auf Flüchtlingsfragen jenseits eingeschliffener Klischees.“

„Lisei Caspers' Film macht wütend, vor allem aber traurig. Darüber, dass Enthusiasmus, Dankbarkeit und Wille zum Lernen und zur Integration vergeudet werden, wenn Flüchtlinge gezwungen sind, Monat um Monat mit Nichtstun zu verbringen.“

„Eine Vorstellung von Verfolgung, Flucht und Trauma jenseits dessen, was die fünf kurz vor der Kamera berichten, vermittelt ‚Gestrandet‘ nicht. […] Dennoch ist ‚Gestrandet‘ ein verdienstvolles Projekt, verdeutlicht der Film doch die Bigotterie einer Gesellschaft, die Integration predigt und die Geflüchteten gleichzeitig im Nirgendwo abstellt. 20 Kilometer von der nächsten Kleinstadt entfernt, ohne Zugang zu Sprachkursen und Jobs.“

„Die Filmemacherin betont, nicht ohne Humor, die gemächliche Provinzialität ihres Schauplatzes und lässt gewisse schrullige Rituale der Eingeborenen aus dem Blickwinkel der Eritreer geradezu exotisch wirken. […] Insgesamt aber ist ‚Gestrandet‘ ein angenehm nuancierter, durchaus optimistischer Film und stellt daher einen willkommenen Beitrag zur derzeitigen medialen Auseinandersetzung dar.“